# اسلانتسی
شهر اسلانتسی (به روسی: Сланцы) در کشور روسیه و در اوبلاست لنینگراد واقع شده‌است.

## نگارخانه

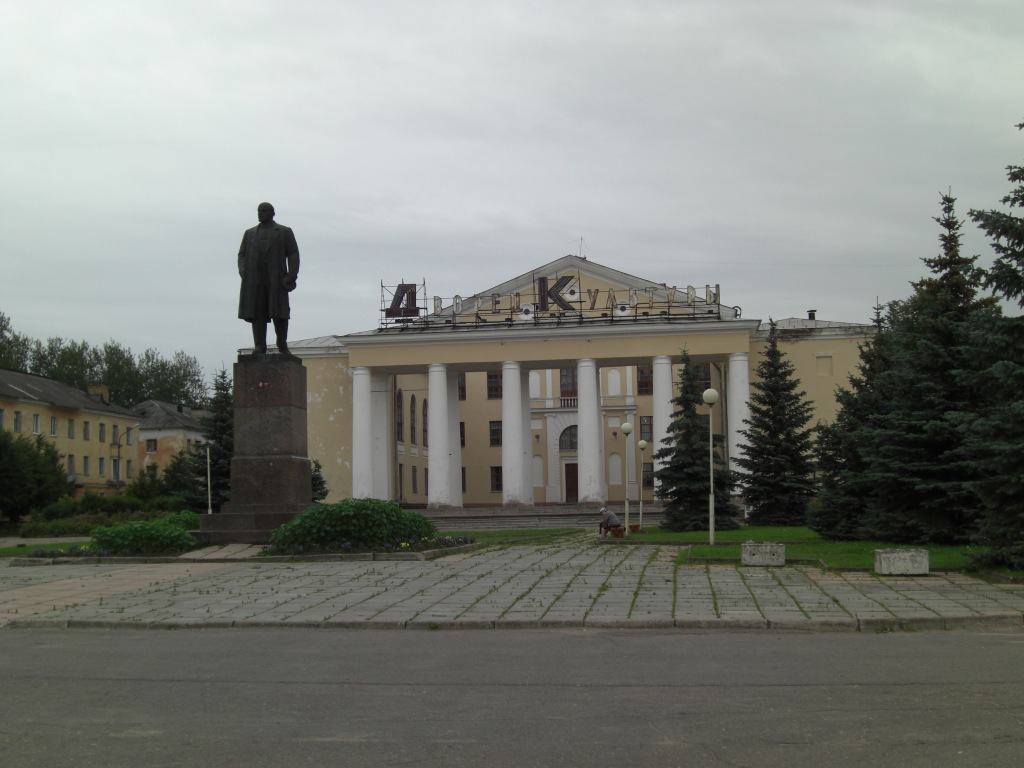
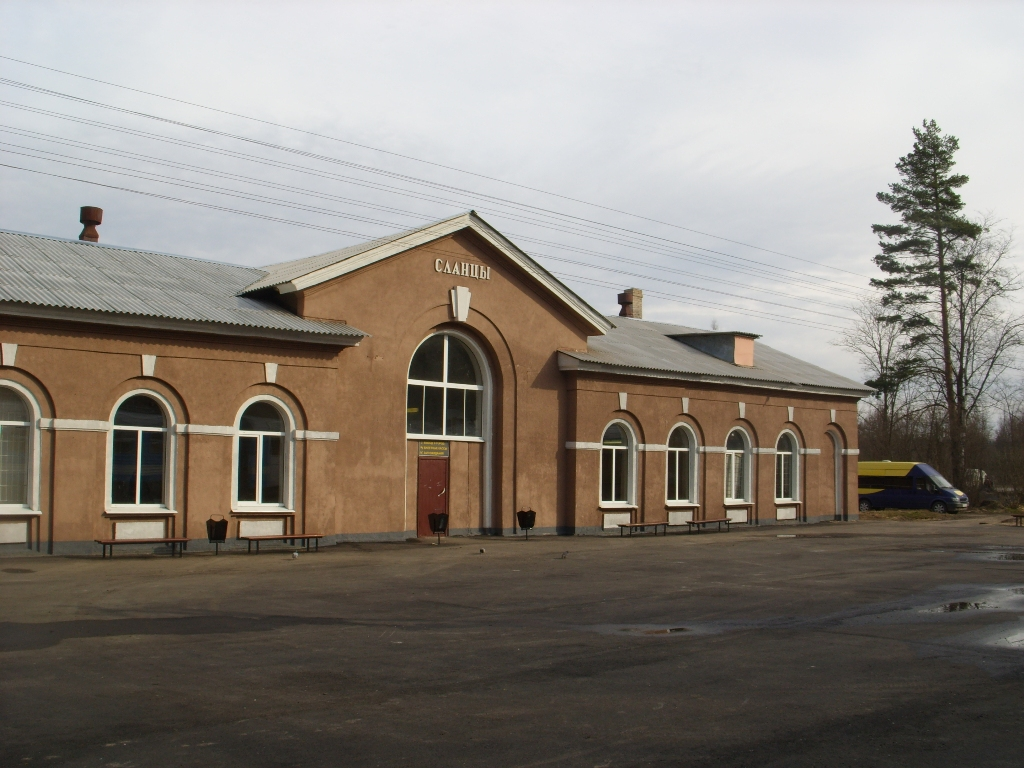
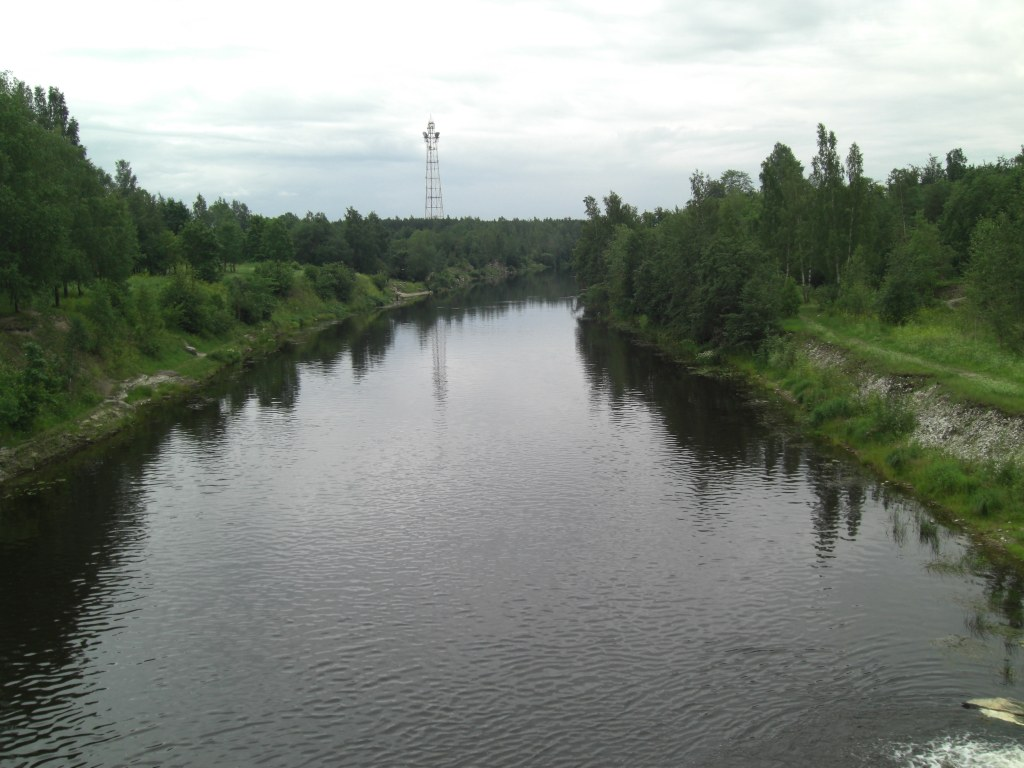